# Dołgie (Gryfino)
Dołgie (deutsch Langenhagen) ist ein Dorf in der Woiwodschaft Westpommern in Polen. Es gehört zur Gmina Gryfino (Gemeinde Greifenhagen) im Powiat Gryfiński (Greifenhagener Kreis).

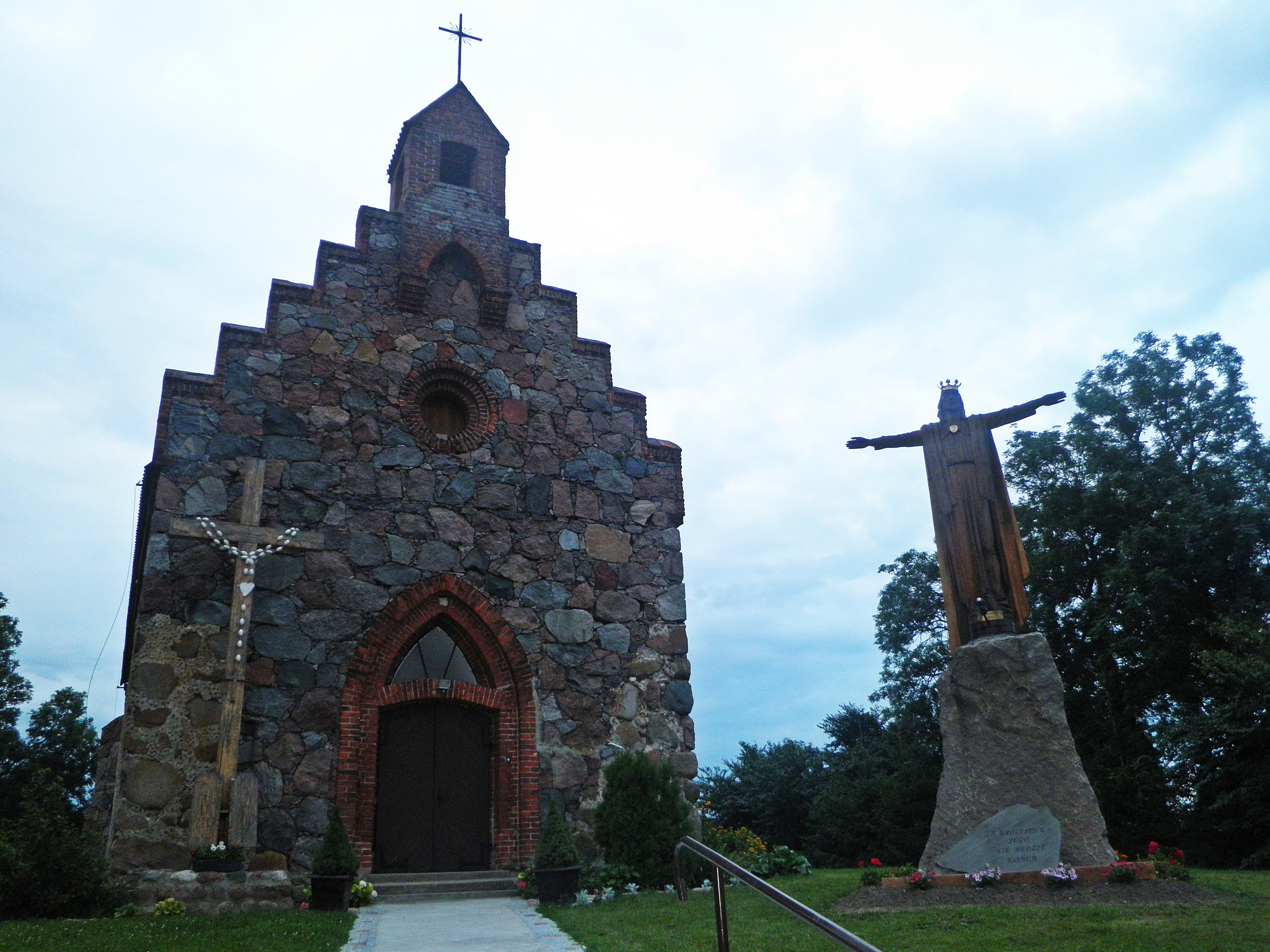
Dorfkirche, bis 1945 Gotteshaus der evangelischen Gemeinde Langenhagen (Aufnahme 2012)

## Geographische Lage
Das Kirchdorf liegt in Hinterpommern, etwa  25 Kilometer südlich von Stettin, 15 Kilometer südöstlich der Stadt Greifenhagen und acht Kilometer östlich des Dorfs Steklno (Stecklin).

## Geschichte

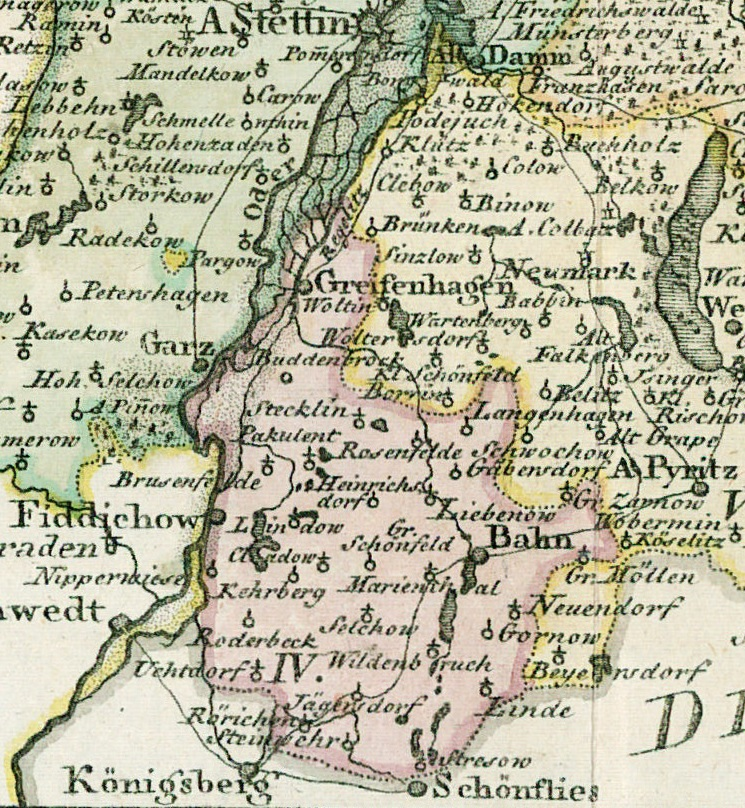
Langenhagen südöstlich der Stadt Greifenhagen auf einer Landkarte des 18. Jahrhunderts

Wie Brüggemann berichtet, war Langenhagen früher ein von adligen Familien empfangenes Lehen, das nacheinander die Familien von Ploetz, von Winsen und von Dossow in Besitz gehabt hatten. Der Geheimrat Alexander Magnus von Kunow kaufte Langenhagen und einen Teil des im Kreis Pyritz gelegenen Guts Schwochow und empfing diese Güter 1724 als neue Lehen. Sein ältester Sohn, Friedrich Wilhelm von Kunow, der diese Güter erbte, bewirkte 1749 die Alodifikation. Das Gut Langenhagen, dessen Wert 1756 auf 16.000 Taler geschätzt worden war, kam mit Kunow an die Familie Lüderitz und durch deren Erbtochter an die Familie Schmiedeberg, von der das Gut 1846 an Karl Friedrich Dahlenburg († 1862) verkauft wurde, dessen hinterlassene Witwe, Leopoldine, geb. Hort, es anschließend besaß.
Bis 1945 bildete Langenhagen eine Landgemeinde im Landkreis Greifenhagen der preußischen Provinz Pommern. Zur Gemeinde gehörte auch der Wohnplatz Ziegelei. Die Gemeinde war dem Amtsbezirk Borin zugeordnet.
Gegen Ende des Zweiten Weltkriegs wurde Langenhagen von der Roten Armee eingenommen. Nach dem Zweiten Weltkrieg kam Langenhagen, wie ganz Hinterpommern, an Polen. Langenhagen erhielt den polnischen Ortsnamen „Dołgie“. Die Bevölkerung wurde vertrieben.

### Demographie
| Jahr | Einwohner | Anmerkungen |
| ---- | --------- | --- |
| 1782 | –         | 24 Feuerstellen (Haushaltungen) |
| 1818 | 119       | Dorf, Vorwerk und Windmühle |
| 1852 | 271       | [ 7 ] |
| 1864 | 276       | am 3. Dezember, Gutsbezirk und Gemeindebezirk auf einer Gemarkungsfläche von 918 bzw. 2391 Morgen in 18 bzw. fünf Wohngebäuden                                                          |
| 1867 | 287       | am 3. Dezember, davon 132 im Gemeindebezirk und 155 im Gutsbezirk |
| 1871 | 274       | am 1. Dezember, davon 136 (135 Evangelische, eine sonstige christliche Person) im Gemeindebezirk in 17 Wohngebäuden und 138 (sämtlich Evangelische) im Gutsbezirk in sechs Wohngebäuden |
| 1910 | 273       | am 1. Dezember, davon 68 im Dorf und 205 im Gutsbezirk |
| 1925 | 288       | darunter 242 Evangelische, 37 Katholiken, ein Gemeindemitglied jüdischer Konfession und acht Einwohner unbekannten Glaubensbekenntnisses                                                |
| 1933 | 233       | [ 12 ] |
| 1939 | 206       | [ 12 ] |

### Kirchspiel
Das evangelische Kirchspiel gehörte vor 1945 zur Synode Greifenhagen.